# Ain't No Other
Albums de MC Lyte
Act Like You Know
(1991) Bad as I Wanna B
(1996)
Singles
1. Ruffneck
Sortie : 1993
2. I Go On
Sortie : 1993

Ain't No Other est le quatrième album studio de MC Lyte, sorti le 22 juin 1993.
L'album s'est classé 16e au Top R&B/Hip-Hop Albums et 90e au Billboard 200.

## Liste des titres
| No  | Titre                                             | Contient un (des) sample(s) de | Durée |
| --- | ------------------------------------------------- | --- | ----- |
| 1.  | Intro (featuring KRS-One)                         | | 0:19  |
| 2.  | Brooklyn                                          | | 4:03  |
| 3.  | Ruffneck                                          | If It Ain't Rough, It Ain't Right de Pete Rock & C.L. Smooth | 3:57  |
| 4.  | What's My Name Yo                                 | Turista du Howard Roberts Quartet Lovely Is Today d'Eddie Harris | 3:38  |
| 5.  | Lil Paul                                          | You're Getting a Little Too Smart des Detroit Emeralds | 3:27  |
| 6.  | Ain't No Other                                    | | 3:36  |
| 7.  | Hard Copy (featuring Lin Que et Makeba Mooncycle) | The Jungle de Black Heat | 2:30  |
| 8.  | Fuck That Motherfucing Bullshit (featuring Big V) | | 3:17  |
| 9.  | Intro                                             | | 0:05  |
| 10. | I Go On                                           | Been So Long d'Anita Baker La Di Da Di de Doug E. Fresh et Slick Rick | 4:47  |
| 11. | One Nine Nine Three                               | | 3:27  |
| 12. | Never Heard Nothin' Like This                     | | 3:06  |
| 13. | Can I Get Some Dap                                | Sweetie Pie de Stone Alliance | 3:34  |
| 14. | Let Me Adem                                       | | 3:22  |
| 15. | Steady Fucking (featuring KRS-One et Audio Two)   | The Bridge Is Over des Boogie Down Productions | 5:08  |
| 16. | Who's House                                       | | 4:50  |
| 17. | I Cram to Understand U                            | I'm Gonna Love You Just a Little More Baby de Barry White The Haunted House de Laura Olsher and Walt Disney Records Studio Group Your Pet Cat de Laura Olsher and Walt Disney Records Studio Group Joy d'Isaac Hayes Troglodyte (Cave Man) du Jimmy Castor Bunch | 7:04  |